# 立川真紗美
立川真紗美（たちかわ まさみ、1980年11月16日 - ）は、神奈川県横須賀市出身のバスケットボール選手である。ニックネームは「サミ」。ポジションはガードフォワード。所属。田臥世代の一人。

## 来歴
バスケットボールを始めたきっかけは、地元の「ミニバスケットクラブ員募集」の回覧板。
久里浜中学校、横須賀商業高校（現・横須賀総合高校）を経て1999年、ジャパンエナジー入社。バスケットボール部に所属する。
2004年にはアテネオリンピックに出場した。
2009年、JOMOを退団、富士通に移籍。2014年腰の怪我で引退。
その後、バスケットボールアカデミーのコーチを務めるが、3×3で競技復帰。

## 経歴
- 横須賀商業高校 - ジャパンエナジー/JOMO（1999年〜2009年）- 富士通レッドウェーブ（2009年～2014年）

## 日本代表歴
- 2002世界選手権
- 2004アテネ五輪